# مستریحه افامیا
مستریحه افامیا (به عربی: مستریحة أفامیا) یک روستا در سوریه است که در ناحیه قلعه المضیق واقع شده‌است. مستریحه افامیا ۸۲۶ نفر جمعیت دارد.